# Епархия Кемпера

Карта епархии Кемпера

Кемперская епархия — епархия Римско-католической церкви. Основана в V веке. Является суффраганом Реннской архиепархии.

## Епископы
- Св. Корентин из Кемпера (Corentin) (V век)
- Св. Коноган (Conogan), или Гвенок из Кемпера (Guenoc)
- Св. Аллор Куимперский (Allor)
- Св. Алан Куимперский (Alain)
- Бинидик (Binidic), или Будик (Budic), или Бенуа (Benoît), или Бундик (Bundic)
- Гуртебед (Gurthebed)
- Харнгветен (Harnguethen), или Харнотаотен (Harnotaoten)
- Моргетен (Morghethen)
- Тремерн (Tremernn)
- Рагиан (Ragian), или Раган (Ragan)
- Саламун (Salamun), или Салаун (Salaun)
- Алурет (Aluret), или Абарет (Abaret)
- Гулоэль (Gulhoel), или Голохет (Golohet)
- Хуарветер (Huarwether), конец IX века
- Литаред (Litharède)
- Феликс (Félix), смещён Номиноэ (Nominoé) до 847, 832—848 ?
- Анаветен (Anaweten, Anauveten), 848—872
- Сальватор (Salvator), свидетель дара монастырю Ландевенек (Landevenec), ок. 900
- Бенедик I (Benedic 1er), сын Будика (Budic), графа Корнуая (Cornouailles), 906—940
- Бленливет (Blenlivet), или Сальватор (Salvator), упоминается при основании монастыря Батц (Batz), 945
- Иосиф (Joseph), подтвердил предыдущий дар
- Оратий (Oratius), упоминается в 990 г. в хартии Мон-Сен-Мишель (Mont-Saint-Michel)
- Бинедикт II (Binidic II), или Будик (Budic), или Бенуа (Benoît),  граф Корнуая (Cornouailles), 1003—1022

- Орсканд (Orscand), брат Алана Канхиарта (Alain Canhiart), 1022—1064

## Источник
- Annuario Pontificio, Libreria Editrice Vaticana, Città del Vaticano, 2003, ISBN 88-209-7422-3
- Pius Bonifacius Gams, Series episcoporum Ecclesiae Catholicae, Leipzig 1931, pp. 605–606  (лат.)
- Konrad Eubel, Hierarchia Catholica Medii Aevi, vol. 1 Архивная копия от 9 июля 2019 на Wayback Machine, стр. 211; vol. 2 Архивная копия от 4 октября 2018 на Wayback Machine, стр. 136-137; vol. 3 Архивная копия от 21 марта 2019 на Wayback Machine, стр. 178-179; vol. 4 Архивная копия от 4 октября 2018 на Wayback Machine, стр. 165; vol. 5, стр. 173; vol. 6, стр. 184  (лат.)
- Pius Bonifacius Gams, Series episcoporum Ecclesiae Catholicae, Leipzig 1931, стр. 605-606  (лат.)
- Булла Qui Christi Domini, Bullarii romani continuatio, Tomo XI, Romae 1845, стр. 245-249  (лат.)